# نعيم بارود
نعيم بارود هو بروفيسور وباحث فلسطيني، ولد في مدينة غزة. حاصل على درجة الماجستير من الجامعة الأردنية، والدكتوراة من جامعة الخرطوم بأطروحة بعنوان "تقييم الأثار البيئية للمشاريع الصناعية الكبرى في مدينة عمان الكبرى" له العديد من المؤلفات الأكاديمية والعلمية في مجال الجغرافيا.
اغتيل هو وزوجته وأبنائه في 25 أكتوبر 2023 خلال ضربةٍ جوية نفذتها القوات الجوية الإسرائيلية على منزله الكائن في مخيم الشاطىء غرب مدينة غزة، وذلك خلال الرد الإسرائيلي على عملية طوفان الأقصى.

## سيرته
ولد نعيم سلمان بارود في مخيم الشاطىء بمدينة غزة. عمل محاضراً في علم الجغرافيا، وشغل منصب عميد كلية الآداب في الجامعة الإسلامية وكان عضواً في مجلس إدارة مؤسسة القدس الدولية. نشر العديد من الأبحاث العلمية والدراسات المتعلقة بالجغرافيا منها:
- المياه العادمة وأثرها على الخزان الجوفي في محافظة دير البلح.
- مؤشرات التنمية الصحية و البيئية في الأراضي الفلسطينية.
- استحقاق الدولة و قضايا الحل النهائي القدس في قضايا الحل النهائي.
- تقييم إدارة النفايات الصلبة في مدينة دير البلح.
- الاعتداءات الصهوينية على القدس و المسجد الأقصى خلال عام 2010.
- البعد الجغرافي لنكبة عام 1948.